# Neotheronia brandtae
Neotheronia brandtae är en stekelart som beskrevs av Ian D. Gauld 1991. Neotheronia brandtae ingår i släktet Neotheronia och familjen brokparasitsteklar. Inga underarter finns listade i Catalogue of Life.